# Johann Sigismund Kusser
Johann Sigismund Kusser, či Ján Zigmund Kusser, psán také Cousser, (13. února 1660 Bratislava – před 17. listopadem 1727 Dublin, Irsko) byl hudební skladatel slovenského původu, působící v Německu, Francii a Irsku.

## Život
Ján Zigmund Kusser byl synem bratislavského protestantského kantora Jána Kussera (1626–1695). V roce 1674 se rodina přestěhovala do Stuttgartu. O dva roky později odešel do Paříže, kde strávil následujících šest let v paláci Versailles. Komponovat ve francouzském stylu jej učil dvorní skladatel Jean-Baptiste Lully. V říjnu 1683 odešel do Německa a byl zaměstnán u knížecích dvorů v Baden-Badenu a v Ansbachu. V roce 1690 se stal šéfdirigentem opery v Braunschweigu a oženil se s Hedwigou Melusine von Damm, dcerou místního radního. V Braunschweigu napsal 8 oper. Neshody s libretistou a dvorním básníkem Friedrichem Ch. Bressandem vedly k tomu, že Kusser odešel v roce 1694 do Hamburku, kde si pronajal vlastní divadlo. Zreformoval dosavadní způsob uvádění operních představení podle francouzského a italského vzoru. Herce a zpěváky osobně vyučoval a byl velmi oblíbený.
V roce 1695 Hamburk opustil a působil krátce v Norimberku a Augsburgu. V letech 1698–1704 byl dirigentem ve Stuttgartu. Absolvoval dvě studijní cesty po Itálii a konečně v roce 1710 odešel do Irska. Až do své smrti pak působil jako kapelník nejstarší irské univerzity Trinity College v Dublině. V roce 1716 byl poctěn tituly „Chief Composer“ a „Master of the Musick, attending His Majesty's State in Ireland“. Mezi jeho povinnosti patřila hudba ke slavnostním státním příležitostem, jako např. každoroční narozeninová gratulace anglickému králi.

## Dílo (výběr)
Dílo Johanna Sigismunda Kussera je uváděno pouze příležitostně. Ovlivnilo však celou generaci hudebních skladatelů, mezi nimi jsou např. Reinhard Keiser, Johann Mattheson, Georg Philipp Telemann, Christoph Graupner, Georg Caspar Schürmann či Georg Friedrich Händel.

### Instrumentální díla
- Composition de Musique (sbírka ouvertur, 1682)
- Apollon Enjoüé (sbírka suit, 1700)
- Festin des Muses (sbírka suit, 1700)
- La cicala della cetra d'eunomio (sbírka suit, 1700)

### Jevištní díla
- Cleopatra (1690, Braunschweig)
- Julia (1690 Braunschweig)
- La Grotta di Salzdahl (libreto Flaminio Parisetti, 1691 Braunschweig)
- Narcissus (libreto Gottlieb Fiedler, 1692 Braunschweig)
- Andromeda (1692 Braunschweig)
- Ariadne (libreto Bressand, 1692, Braunschweig)
- Jason (libreto Bressand, 1692, Braunschweig)
- Porus (libreto Bressand podle Jeana Racina, 1693 Braunschweig)
- Erindo oder Die unsträfliche Liebe (libreto Bressand, 1694, Hamburk)
- Der großmütige Scipio Africanus (libreto Fiedler podle Nicolò Minata, 1694, Hamburk)
- Pyramus und Thisbe getreue und festverbundene Liebe (libreto C. Schröder, patrně nikdy neuvedena)
- Der verliebte Wald (? Stuttgart)
- Gensericus, als Rom und Karthagens Überwinder (libreto Postel, 1694, Hamburk)
- The Man of Mode ( libreto George Etherege, 1705 London)